# The Sickness
The Sickness (englisch für „Die Krankheit“) ist das Debütalbum der US-amerikanischen Metal-Band Disturbed. Es erschien am 7. März 2000 via Giant Records und ist mit über 5,3 Millionen verkauften Einheiten das meistverkaufte Album der Band. Das Album wurde in den USA mit Fünffachplatin, die Single Down with the Sickness mit Platin ausgezeichnet.

## Entstehung
Für das Album griff die Band auf Lieder zurück, die in den Jahren 1998 und 1999 entstanden sind und auf verschiedenen Demos veröffentlicht wurden. Die Aufnahmen von The Sickness fanden im November und Dezember 1999 in den Groovemaster Studios in Chicago statt. Produziert wurde das Album von Johnny K (bürgerlich John Karkazis) und der Band. Gemischt wurde The Sickness von Andy Wallace, während Howie Weinberg das Mastering übernahm. Für die Lieder Stupify, Down With the Sickness und Voices wurden Musikvideos gedreht. Das Lied Shout 2000 ist eine Coverversion des Liedes Shout der britischen Band Tears for Fears.
Der Text des Liedes Stupify enthält mit „ta fa ched“ drei Wörter in Hebräisch. Die deutsche Übersetzung lautet in etwa „habe Angst“. Das Albumcover stellt ein Monster dar, welches von der Gesellschaft geformt wurde und gerade geboren wird. Der Albumtitel stellt die Philosophie der Individualität dar.

## Wiederveröffentlichungen
The Sickness wurde bislang zwei Mal wiederveröffentlicht. Die erste Wiederveröffentlichung erschien am 16. September 2002 anlässlich der Veröffentlichung des zweiten Studioalbums Believe und enthält als Bonus das Lied God of the Mind sowie Liveversionen der Lieder Stupify, The Game, Voices und Down with the Sickness. Die Liveaufnahmen wurden bei einem Konzert am 10. März 2000 in Chicagoer Club The Metro aufgenommen.
Am 23. März 2010 veröffentlichten Reprise Records die so genannte 10th Anniversary Edition anlässlich des zehnten Veröffentlichungsjubiläums. Diese Version enthält als Bonus die Songs God of the Mind und A Welcome Burden und enthält ein leicht verändertes Cover. Außerdem ist das Album erstmals als Schallplatte erhältlich.
Für den 7. März 2025 kündigte die Band eine 25th-Anniversary-Edition des Albums an. Diese enthält neben dem regulären Album eine zweite CD mit Demoversionen und Raritäten und eine dritte CD mit Liveaufnahmen.

## Titelliste
| Reguläre Version 1. Voices – 3:11 2. The Game – 3:45 3. Stupify – 4:34 4. Down with the Sickness – 4:39 5. Violence Fetish – 3:23 6. Fear – 3:47 7. Numb – 3:44 8. Want – 3:52 9. Conflict – 4:35 10. Shout 2000 – 4:17 11. Droppin’ Plates – 3:49 12. Meaning of Life – 4:01 Bonustitel der Wiederveröffentlichung 2002 1. God of the Mind – 3:04 2. Stupify (live) – 4:53 3. The Game (live) – 3:53 4. Voices (live) – 3:36 5. Down with the Sickness (live) – 6:16 Bonustitel der 10th Anniversary Edition 1. God of the Mind – 3:04 2. A Welcome Burden – 3:32 | 25th Anniversary Edition (Disc 2) 1. The Game a b 2. Stupify a b 3. Down with the Sickness a b 4. Want a b 5. Shout 2000 a b 6. Droppin’ Plates a b 7. Meaning of Life a b 8. God of the Mind – 3:04 c 9. A Welcome Burden – 3:32 c 10. Stupify (The Forbidden Fu Mix) – : 11. Glass Shatters – 4:04 | 25th Anniversary Edition (Disc 3) d 1. Want 2. Fear 3. Droppin’ Plates 4. Fetish 5. Stupify 6. Numb 7. God of the Mind 8. Shout 2000 9. Voices 10. Meaning of Life 11. Conflict 12. Walk 13. Down with the Sickness 14. Voices e 15. Stupify f |

## Rezeption
The Sickness wurde mit unterschiedlichen Kritiken bewertet. Bastian Greb vom Onlinemagazin Bloodchamber.de lobte den „markanten Gesang“ von David Draiman und das „abwechselungsreiche Songwriting“. Greb vergab für das Album 9,5 von zehn Punkten. Positiv äußerte sich auch Steve Huey von AllMusic. Seiner Meinung nach „muss die Band nicht weit gehen, um die totale Kontrolle über ihren Sound zu erhalten“ und sprach von einem „hervorragenden Debütalbum“. Kritischer äußerte sich Marcus Schleutermann vom deutschen Magazin Rock Hard, der die Gleichförmigkeit der Lieder bemängelte und meinte, dass Sänger David Draiman „zu wenig aus seiner charismatischen Stimme macht“. Schleutermann gab The Sickness 6,5 von zehn Punkten.
Down with the Sickness ist das am siebthäufigsten heruntergeladene Lied der 2000er Jahre in den USA. Das deutsche Magazin Visions führte The Sickness auf einer Liste der 30 wichtigsten Alben des Nu Metal.

## Kommerzieller Erfolg

### Chartplatzierungen
| ChartsChartplatzierungen       | Höchstplatzierung | Wochen |
| ------------------------------ | ----------------- | ------ |
| Deutschland (GfK)              | 81 (1 Wo.)        | 1      |
| Vereinigte Staaten (Billboard) | 29 (107 Wo.)      | 107    |

| ChartsJahrescharts (2002)      | Platzierung |
| ------------------------------ | ----------- |
| Vereinigte Staaten (Billboard) | 185         |

The Sickness stieg in Deutschland erst 2025 in die Albumcharts ein.

### Auszeichnungen für Musikverkäufe
| Land/Region                  | Auszeichnungen für Musikverkäufe (Land/Region, Auszeichnung, Verkäufe) | Verkäufe  |
| ---------------------------- | ---------------------------------------------------------------------- | --------- |
| Australien (ARIA)            | Platin                                                                 | 70.000    |
| Kanada (MC)                  | 3× Platin                                                              | 300.000   |
| Neuseeland (RMNZ)            | Platin                                                                 | 15.000    |
| Vereinigte Staaten (RIAA)    | 5× Platin                                                              | 5.000.000 |
| Vereinigtes Königreich (BPI) | Gold                                                                   | 100.000   |
| Insgesamt                    | 1× Gold · 10× Platin ·                                                 | 5.485.000 |